# John Walker (Arquidiácono de Dorset)
John Walker (Litton, 13 de fevereiro de 1694 - Bristol, novembro de 1780) foi arquidiácono de Dorset de 1762 até à sua morte.
Walker foi educado em Balliol College, Oxford, onde graduou-se BA em 1715. Ele desempenhou funções em Clevedon e Easton em Gordano e foi um Prebendário da Catedral de Wells.